# 19096 Leonfridman
19096 Leonfridman è un asteroide della fascia principale. Scoperto nel 1979, presenta un'orbita caratterizzata da un semiasse maggiore pari a 2,2927843 UA e da un'eccentricità di 0,1502620, inclinata di 8,49921° rispetto all'eclittica.